# Montchaton
Montchaton ist eine ehemalige französische Gemeinde mit 309 Einwohnern (Stand: 1. Januar 2022) im Département Manche in der Region Basse-Normandie. Sie gehörte zum Arrondissement Coutances und zum Kanton Coutances. Die Einwohner werden Montchatonnais genannt.
Mit Wirkung vom 1. Januar 2016 wurden die früheren Gemeinden Orval und Montchaton zur Commune nouvelle Orval sur Sienne in der ebenso neuen Region Normandie zusammengelegt.

## Geografie
Montchaton liegt an der Grenze zur Halbinsel Cotentin und etwa fünf Kilometer südwestlich von Coutances an der Sienne.

## Bevölkerungsentwicklung
| 1962                       | 1968 | 1975 | 1982 | 1990 | 1999 | 2006 | 2013 |
| -------------------------- | ---- | ---- | ---- | ---- | ---- | ---- | ---- |
| 322                        | 330  | 280  | 289  | 312  | 334  | 362  | 323  |
| Quellen: Cassini und INSEE |      |      |      |      |      |      |      |

## Sehenswürdigkeiten
- Kirche Saint-Georges aus dem 11. Jahrhundert, Umbauten aus dem 15. Jahrhundert, Monument historique seit 1975
- Brücke La Roque

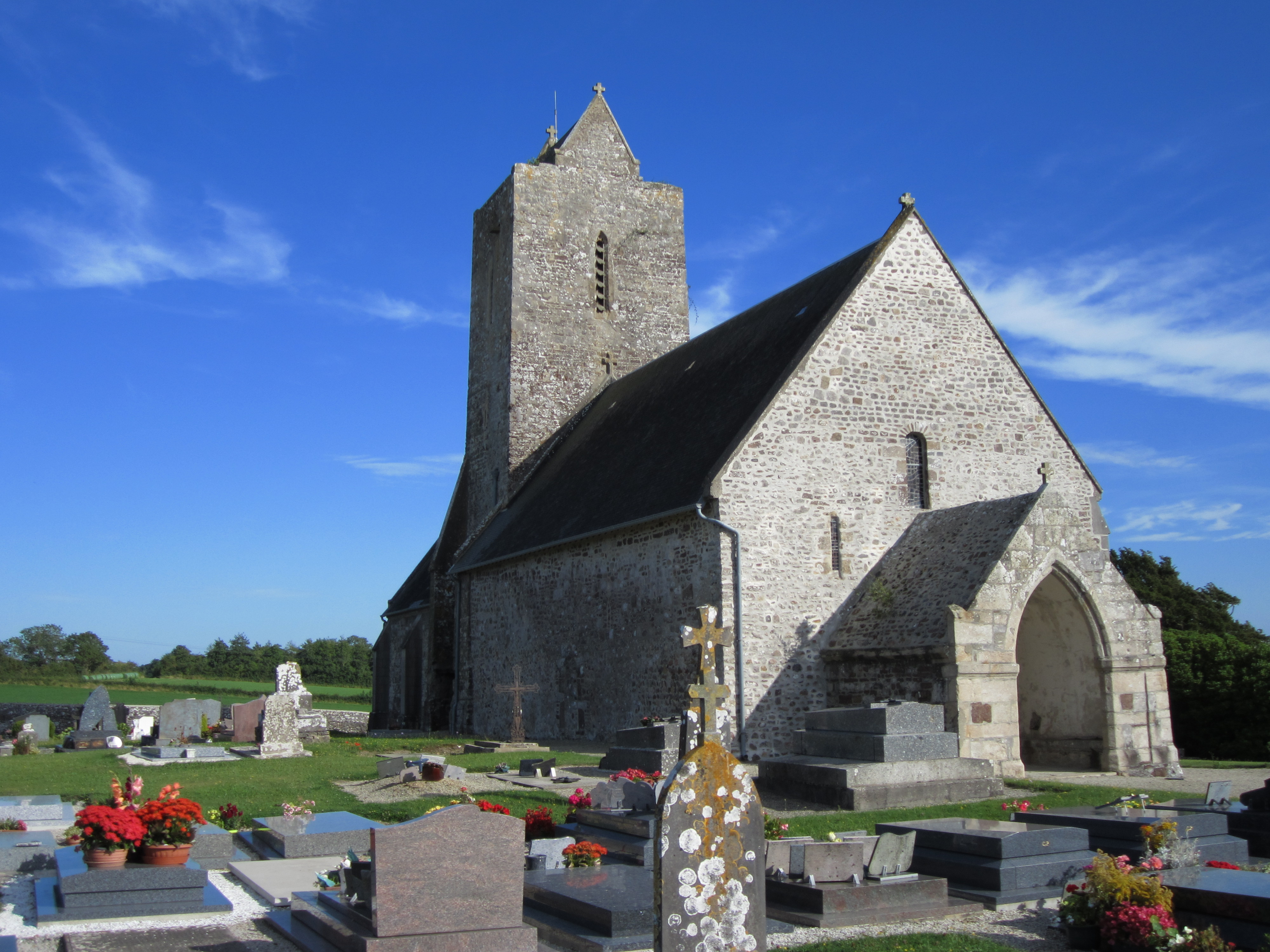
Kirche Saint-Georges
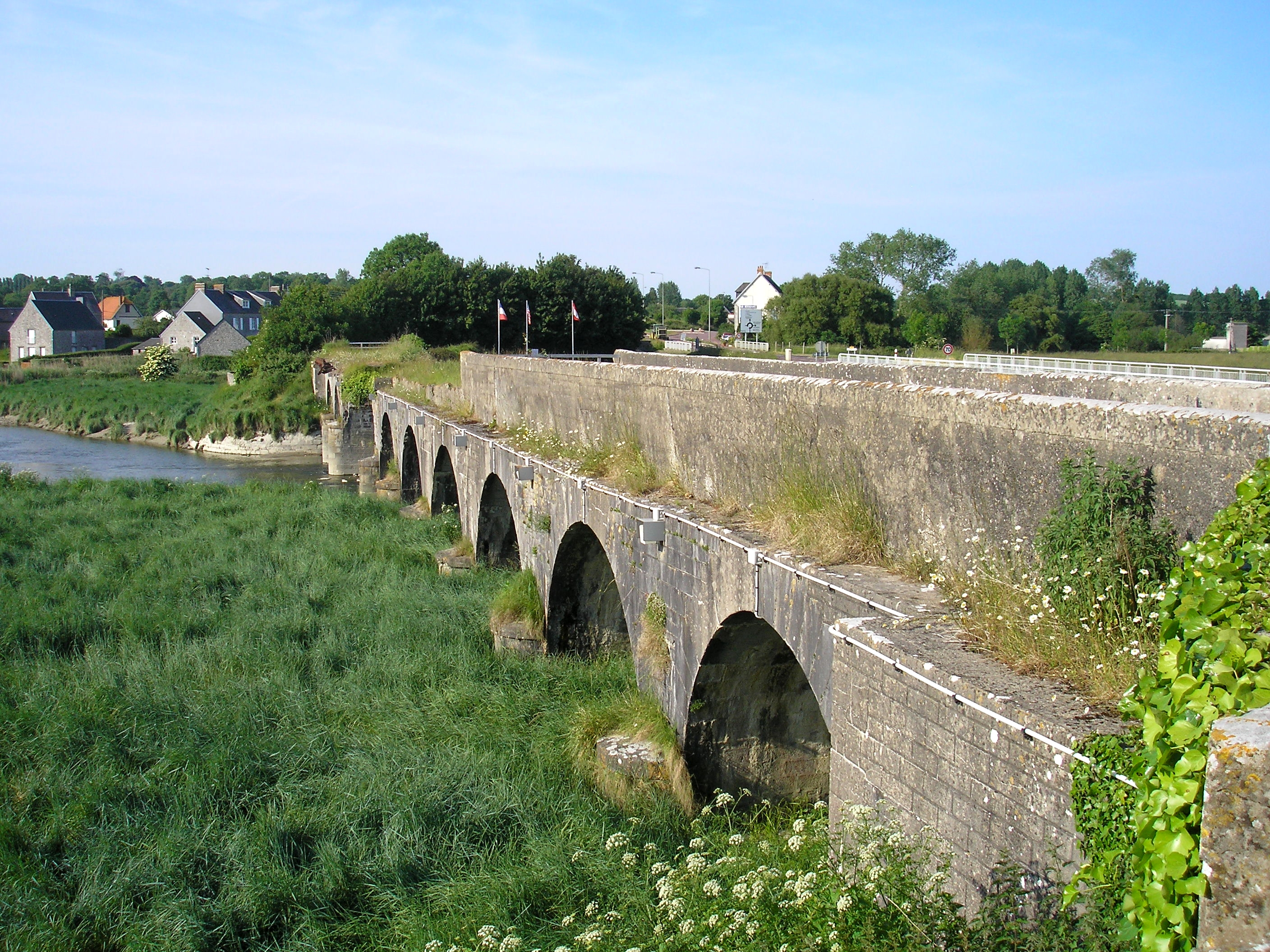
Brücke La Roque